# つみあげうた
つみあげうたとは、文章に後から文をどんどんと継ぎ足していく言葉遊びのこと。「きりなしうた」とも言う。

## きりなしうたの例
例としてマザーグースの「これはジャックが建てた家」を紹介する。
- これはジャックが建てた家
- これはジャックが建てた家にある麦芽
- これはジャックが建てた家にある麦芽を食べたネズミ
- これはジャックが建てた家にある麦芽を食べたネズミを殺したネコ
- これはジャックが建てた家にある麦芽を食べたネズミを殺したネコをくわえたイヌ
- これはジャックが建てた家にある麦芽を食べたネズミを殺したネコをくわえたイヌを投げたつぶれた角の牛
- これはジャックが建てた家にある麦芽を食べたネズミを殺したネコをくわえたイヌを投げたつぶれた角の牛の乳を搾った惨めな娘
- これはジャックが建てた家にある麦芽を食べたネズミを殺したネコをくわえたイヌを投げたつぶれた角の牛の乳を搾った惨めな娘に口付けたボロボロで破れた服を着ている男
- これはジャックが建てた家にある麦芽を食べたネズミを殺したネコをくわえたイヌを投げたつぶれた角の牛の乳を搾った惨めな娘に口付けたボロボロで破れた服を着ている男を結婚させたヒゲと髪を剃った神父
- これはジャックが建てた家にある麦芽を食べたネズミを殺したネコをくわえたイヌを投げたつぶれた角の牛の乳を搾った惨めな娘に口付けたボロボロで破れた服を着ている男を結婚させたヒゲと髪を剃った神父を起こした朝に鳴くオンドリ
- これはジャックが建てた家にある麦芽を食べたネズミを殺したネコをくわえたイヌを投げたつぶれた角の牛の乳を搾った惨めな娘に口付けたボロボロで破れた服を着ている男を結婚させたヒゲと髪を剃った神父を起こした朝に鳴くオンドリを飼っているトウモロコシの種まきをしている農夫

最後の文のみ原文も載せる：
This is the farmer sowing his corn,

that kept the cock that crowed in the morn,

that waked the priest all shaven and shorn,

that married the man all tattered and torn,

that kissed the maiden all forlorn,

that milked the cow with the crumpled horn,

that tossed the dog,

that worried the cat,

that killed the rat,

that ate the malt

that lay in the house that Jack built. 
修飾語がうしろに来る英語の性質上、順番が日本語と反対になっており、修飾関係がわかりやすい。
また原文では、corn,morn,shorn,torn,forlern,およびhornが韻を踏んでおり、同じくcat,rat,malt,builtが韻を踏んでいる。
さらに「shaven and shorn」、「tattered and torn」のように似た言葉を用いている。

## 関連書籍
- 谷川俊太郎 『これはのみのぴこ』（イラスト：和田誠、サンリード、1998年） ISBN 978-4914985011